# René Debrie

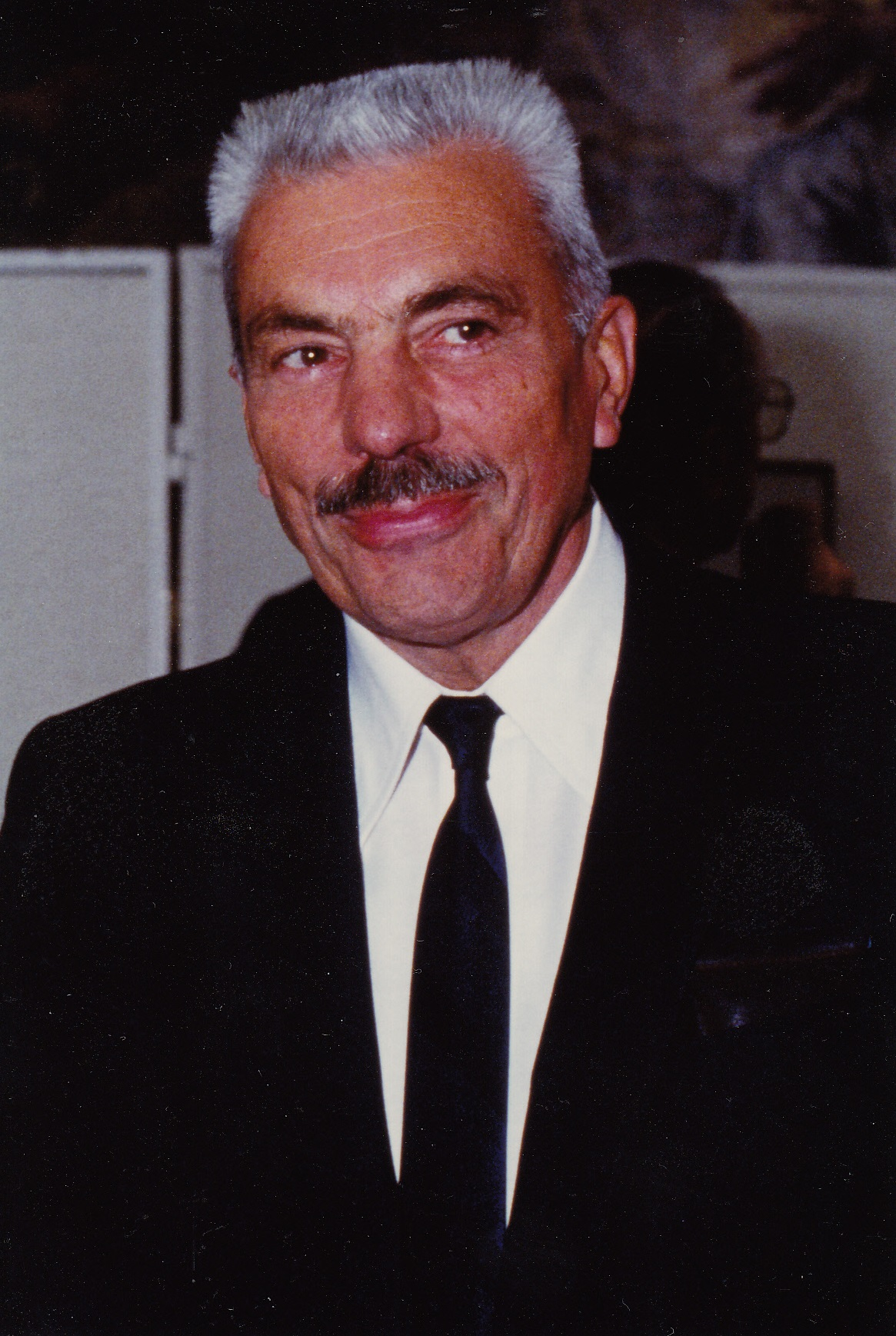
René Debrie (1980)

René Debrie (* 4. Juli 1920 in Warloy-Baillon; † 1. August 1989 in Amiens) war ein französischer Romanist und Dialektologe.

## Leben und Werk
Debrie besuchte das Lycée Lakanal in Sceaux und studierte an der Universität Paris (Sorbonne). Er war Gymnasiallehrer in Orléans, Versailles, Bruay-en-Artois (1945–1946), Albert (1947–1958) und Amiens (1958–1972). 1960 habilitierte er sich bei Charles Bruneau mit den beiden Thèses Étude linguistique du patois de l'Amiénois (Amiens 1974) und Les noms de lieux et les noms de personnes de Warloy-Baillon (Amiens 1973). 1972 wurde er an der Universität Amiens Maître assistant, 1975 Maître de conférences. Von 1979 bis 1989 war er Professor der Université de Picardie in Amiens.

Debrie gründete 1966 mit Pierre Garnier und René Vaillant den pikardischen Kulturverein „Eklitra“ mit der gleichnamigen Zeitschrift. Er war Direktor des 1971 gegründeten Zentrums für pikardische Studien.

## Weitere Werke (Auswahl)
- Lexique picard des parlers nord-amiénois, 2 Bde., Arras 1961, 1965
- Dictionnaire des noms de famille d'Albert, 1178–1952, Arras 1962
- Corpus des lieux-dits cadastraux de la Somme, Amiens 1964
- Recherches sur les noms de plantes et les noms d'insectes dans les parlers de la région d'Amiens, Amiens 1969
- Hector Crinon. Etude littéraire et lexique de sa langue (mit Pierre Garnier), Amiens 1970
- Répertoire des noms de famille de la Somme en 1849 (mit René Boyenval und René Vaillant), Amiens 1972
- Lexique picard des parlers ouest-amiénois, Amiens 1975
- Édouard Paris, un érudit picard émérite (mit Michel Crampon), Amiens 1977
- Panorama des lettres picardes, Amiens 1977
- (Hrsg.) Anthologie des poètes et prosateurs d'expression picarde des XIXJ et XXc siècles : cent textes, Amiens 1978
- Lexique picard des parlers sud-amiénois, Amiens 1979
- (Hrsg.) La Picardie, Paris 1981
- Lexique picard des parlers du Vimeu, Amiens 1981
- Bibliographie de dialectologie picarde, Amiens 1982
- Eche pikar, bèl é rade [Das Pikardische schnell und gut gelernt!], Amiens 1983
- Lexique picard des parlers est-amiénois, Amiens 1983
- Toponymie de Doullens, Amiens 1983
- Bibliographie de littérature picarde, Amiens 1984
- Glossaire du moyen picard, Amiens 1984
- Hydronymie de la Somme, Amiens 1987
- Lexique français-picard élaboré à partir des parlers de l'Amiénois, Amiens 1989
- Le Secret des mots picards. Recherches étymologiques, Amiens 1989
- Le Verbe dans les parlers picards de l'Amiénois, Amiens 2001